# Jeunesses musicales (film)
Pour plus de détails, voir Fiche technique et Distribution.
Jeunesses musicales est un film documentaire québécois réalisé par Claude Jutra, sorti en 1956. 
Ce documentaire a pour sujet les Jeunesses musicales Canada.

## Fiche technique
- Réalisation et scénario : Claude Jutra
- Montage : Victor Jobin
- Direction de la photographie : Lorne C. Batchelor
- Producteur : Roger Blais, ONF